# 李祥 (天順進士)
李祥（1418年—？年），字廷瑞，直隸松江府華亭縣人，明朝政治人物。

## 生平
天順元年（1457年）丁丑科進士。曾官江西崇仁縣知縣。

## 家族
曾祖李彥亨，祖李恩恭，父李敬，母周氏；慈母陳氏。